# Asperoteuthis
Il genere Asperoteuthis appartiene alla famiglia Chiroteuthidae ed è composto da calamari meso-batipelagici noti per la loro morfologia distintiva e la distribuzione in acque profonde.

## Descrizione
Le specie di Asperoteuthis presentano un corpo allungato e sottile, con pinne lanceolate e tentacoli dotati di una particolare struttura. Una caratteristica distintiva è la presenza di tubercoli cutanei cartilaginei sulla superficie del mantello, della testa e delle braccia, come osservato in A. acanthoderma. Inoltre, alcune specie mostrano fotofori distribuiti in modo specifico, come nel caso di A. lui, che presenta una distribuzione chirale dei fotofori sul tentacolo.

## Distribuzione e habitat
Le specie di Asperoteuthis sono state rinvenute in diverse regioni oceaniche: A. acanthoderma è stata segnalata nel Pacifico occidentale, vicino a Okinawa, e nel Golfo del Messico; A. lui è stata identificata nelle acque della Nuova Zelanda e al largo delle Isole Falkland, estendendo l'areale del genere all'Atlantico meridionale; e A. mangoldae è conosciuta nelle acque hawaiane; Questa distribuzione suggerisce che il genere abbia una presenza cosmopolita nelle acque profonde degli oceani tropicali e temperati.

## Biologia
Le informazioni sull'ecologia delle specie di Asperoteuthis sono limitate, principalmente a causa della difficoltà nel campionamento di organismi che vivono in acque profonde. Tuttavia, studi sui contenuti stomacali di predatori marini, come il capodoglio (Physeter macrocephalus), hanno rivelato la presenza di becchi di Asperoteuthis, indicando che questi calamari costituiscono una parte della dieta di tali predatori. Questo suggerisce che le specie di Asperoteuthis svolgano un ruolo significativo nelle reti trofiche degli ecosistemi marini profondi.

## Specie
La tassonomia del genere Asperoteuthis ha subito revisioni nel tempo. Inizialmente, alcune specie erano state erroneamente assegnate ad altri generi, come nel caso di Chiroteuthis acanthoderma, successivamente riclassificata come Asperoteuthis acanthoderma. Studi integrativi, che combinano dati morfologici e genetici, hanno contribuito a chiarire le relazioni tassonomiche all'interno del genere, risolvendo sinonimie e descrivendo nuove specie.
Attualmente, il genere comprende tre specie riconosciute:
- Asperoteuthis acanthoderma (Lu, 1977)
- Asperoteuthis lui Salcedo-Vargas, 1999
- Asperoteuthis mangoldae R. E. Young, Vecchione & Roper, 2007